# Светско првенство у кросу 2007.
35. Светско првенство у кросу  одржано је 24. марта 2007. у Момбаси Кенија. Првенство је окупило светску атлетску елиту у којој су предњачили тркачи из Африке. Такмичење је одржано у 4 категорије: сениори, сениорке, јуниори и јуниорке, у појединачној и екипној конкуренцији. Такмичари из Србије нису учествовали на овом такмичењњу.

## Резултати

### Сениори
Такмичење за сениоре одржавало се на кружној стази са почетком у 17,20 часова. Трчало се 12 km. Стартовало је 165 тркача из 43 земље. Трку су завршила 134 такмичара док је 31 одустао у току трке. Интересантно је да се међу онима који су одустали нашао и Кененисе Бекеле из Етиопије, олимпијски победник и вишеструки светски првак и рекордер на 10 000 m, један од највећих фаворита у овој трци.
У следећој табели приказано је првих тридесет такмичара са постигнутим временима:
| Пласман | Такмичар                | Држава               | Резултат | Заостатак |
| 1.      | Зерсенај Тедесе         | Еритреја             | 35:50    | -         |
| 2.      | Мозес Мосоп             | Кенија               | 36:13    | 0:23      |
| 3.      | Бернард Кипроп Кипјего  | Кенија               | 36:37    | 0:47      |
| 4       | Гидео Нгатуни           | Кенија               | 36:43    | 0:53      |
| 5.      | Hosea Mwok Macharinyang | Кенија               | 36:46    | 0:56      |
| 6.      | Мишел Кипуего           | Кенија               | 37,04    | 1:14      |
| 7.      | Мубарак Хасан Шами      | Катар                | 37:09    | 1:19      |
| 8.      | Едвин Чиерот Суа        | Кенија               | 37:27    | 1:37      |
| 9.      | Мартин Китио Торотич    | Уганда               | 37:31    | 1:41      |
| 10.     | Мохамед Фарах           | Уједињено Краљевство | 37:31    | 1:41      |
| 11.     | Ахмад Хасан Абдулах     | Катар                | 37:37    | 1:47      |
| 12.     | Пол Дамиан Чопа         | Танзанија            | 37:38    | 1:48      |
| 13.     | Анис Селмуни            | Мароко               | 37:46    | 1:56      |
| 14.     | Маркос Ђенети           | Етиопија             | 37:49    | 1:59      |
| 15.     | Силеши Сихин            | Етиопија             | 37:49    | 1:59      |
| 16.     | Keterna Nigusse         | Етиопија             | 37:57    | 2:07      |
| 17.     | Ахмед Бадај             | Мароко               | 37:57    | 2:07      |
| 18.     | Корос Симон Арусеј      | Кенија               | 37:57    | 2:07      |
| 19.     | Мозес Алива             | Уганда               | 37:58    | 2:08      |
| 20.     | Абдерахим Гумри         | Мароко               | 38:02    | 2:12      |
| 21.     | Cuthbert Nyasango       | Замбија              | 38:04    | 2:14      |
| 22.     | Dieudone Disi           | Јужна Африка         | 38:07    | 2:17      |
| 23.     | Али Абдала              | Еритреја             | 38:08    | 2:18      |
| 24.     | Kibocha James Theuri    | Француска            | 28:13    | 2:23      |
| 25.     | Исак Кипрор             | Уганда               | 38:14    | 2:24      |
| 26.     | Чала Леми               | Етиопија             | 38:14    | 2:24      |
| 27.     | Мустафа Мухамед         | Шведска              | 38:18    | 2:28      |
| 28.     | Кифлом Сиум             | Еритреја             | 38:19    | 2:29      |
| 29.     | Самуел Квангу           | Танзанија            | 38:22    | 2:32      |
| 30.     | Абделхади ел Моазис     | Мароко               | 38:24    | 2:34      |

- Complete Results

### Сениори екипно
Трке у екипној конкуренцији се не трче посебно него се бодује шест најбољих такмичара сваке екипе према пласману који су имали у појединачној трци. Учествују само екипе које су на старту имале 6 и више такмичара. На старту их је био 17, али је трку због одустајања такмичара завршило само 13 екипа. Број места на које се пласирао такмичар појединачно, доносило је исто толики број бодова за екипу. Сабирањем бодова шест најбољих у свакој екипи дало је збир који је одлучуио победника. Што је збир мањи пласман је бољи.
| Пласман | Екипа                | бодови (пласман појединачно) | Укупно |
| 1.      | Кенија               | 2+3+4+5+6+8                  | 28     |
| 2.      | Мароко               | 13+17+20+30+32+34            | 146    |
| 3.      | Уганда               | 9+19+25+36+38+58             | 185    |
| 4       | Еритреја             | 1+23+28+31+35+86             | 204    |
| 5.      | Катар                | 7+11+39+42+48+91             | 238    |
| 6.      | Танзанија            | 12+29+45+46+65+111           | 308    |
| 7.      | Руанда               | 22+37+52+57+77+109           | 354    |
| 8.      | Уједињено Краљевство | 10+62+70+74+79+82            | 377    |
| 9.      | Аустралија           | 44+63+64+66+71+102           | 410    |
| 10.     | Португалија          | 49+75+85+93+95+123           | 520    |
| 11.     | Сједињене Државе     | 55+88+99+103+112+116         | 573    |
| 12.     | Јапан                | 53+80+87+108+126+131         | 585    |
| 13.     | Бразил               | 83+89+105+118+124+134        | 653    |

### Сениорке
Такмичење је почело у 16,40 часова. Трчало се 8 km. Стартовале су 94 такмичарке из 30 земаља. Трку су завршиле 82, а 12 је одустало. Доминирале су Етиопљанке и Кенијке. Победила је такође Кенијка која је узела холандско држављанство. 
| Пласман | Такмичар                   | Држава               | Резултат | Заостатак |
| 1.      | Лорна Киплагат             | Холандија            | 26:23    | -         |
| 2.      | Тирунеш Дибаба             | Етиопија             | 26:47    | 0:24      |
| 3.      | Меселеч Мелкаму            | Етиопија             | 26:48    | 0:25      |
| 4       | Гелете Бурика              | Етиопија             | 26:55    | 0:32      |
| 5.      | Џебет Флоранс Киплагат     | Кенија               | 27:26    | 1:03      |
| 6.      | Памела Чепчумба            | Кенија               | 27:34    | 1:11      |
| 7.      | Jepleting Priscah Ngetich  | Кенија               | 27:39    | 1:16      |
| 8.      | Вивијан Черијот            | Кенија               | 28:10    | 1:47      |
| 9.      | Симрт Султан               | Еритреја             | 28:16    | 1:53      |
| 10.     | Wude Ayalew                | Етиопија             | 28:18    | 1:55      |
| 11.     | Zhor El Kamch              | Мароко               | 28:20    | 1:57      |
| 12.     | Џесика Аугусто             | Португалија          | 28:21    | 1:58      |
| 13.     | Chepkemoi Fridah Domongole | Кенија               | 28:27    | 2:04      |
| 14.     | Финула Бритон              | Ирска                | 28:45    | 2:22      |
| 15.     | Hatie Dean                 | Уједињено Краљевство | 28:58    | 2:25      |

- Complete Results

### Сениорке екипно
Код екипног такмичења код жена све је исто као и код мушкараца само што се за пласман уместо шест такмичара (мушки) узимају четири најбоље. На старту је било 13 комплетних екипа. трку је завршило 12. Бодовање је исто као код сениора.
| Пласман | Екипа                | бодови (пласман појединачно) | Укупно |
| 1.      | Етиопија             | 2+3+4+10                     | 19     |
| 2.      | Кенија               | 5+6+7+8                      | 26     |
| 3.      | Мароко               | 11+17+33+38                  | 99     |
| 4       | Шпанија              | 20+32+40+43                  | 135    |
| 5.      | Уједињено Краљевство | 15+16+49+60                  | 140    |
| 6.      | Аустралија           | 18+37+42+57                  | 154    |
| 7.      | Еритреја             | 9+25+62+66                   | 162    |
| 8.      | Сједињене Државе     | 30+36+39+71                  | 176    |
| 9.      | Јапан                | 29+31+54+55                  | 179    |
| 10.     | Русија               | 24+46+58+65                  | 193    |
| 11.     | Руанда               | 31+52+56+59                  | 198    |
| 12.     | Уганда               | 26+48+78+79                  | 231    |

### Јуниори
Трка јуниора одржана је као и трка сениорки на стази од 8 km. са почетком у 16,05 часова. Стартовало је 128 такмичара из 36 земаља. Трку је завршоло 105, а одустала су 23 такмичара.
Јуниори Кеније заузели су прва четири места.
| Пласман | Такмичар              | Држава | Резултат | Рекорд |
| 1.      | Абсел Кипроп          | Кенија | 24:07    | -      |
| 2.      | Винсент Чепкок        | Кенија | 24:12    | 0,05   |
| 3.      | Метју Кипкоеч Кисорио | Кенија | 24:23    | 0,15   |
| 4       | Патрик Леонард Комон  | Кенија | 24:25    | 0,18   |
| 5.      | Бенџамин Киплагат     | Уганда | 24:31    | 0,24   |

- Complete Results

### Јуниори екипно
Учествовало 20 екипа. Трку је завршило 16 екипа које су бодоване на исти начин као и код сениорки. Екипа Кеније освојила је максималан број бодова јер је освојила прва четири места.
| Пласман | Екипа    | Бодови (појединачни пласман | Укупно |
| 1.      | Кенија   | 1+2+3+4                     | 10     |
| 2.      | Еритреја | 6+8+14+16                   | 44     |
| 3.      | Етиопија | 7+12+15+20                  | 54     |
| 4       | Уганда   | 5+10+19+21                  | 55     |
| 5.      | Бурунди  | 13+18+32+39                 | 102    |

- Complete Team Results

### Јуниорке
Такмичење је отворено трком јуниорки у 15,3о часова. Трчано се 6 km. Стартовало је 87 јуниорки из 28 земаља, а трку је завршило 67. Као и код јуниора доминирале су представнице Кеније.
| Пласман | Такмичар                | Држава   | Резултат | Заостатак |
| 1.      | Линет Бараса            | Кенија   | 20:52    | -         |
| 2.      | Мреси Косгеи            | Кенија   | 20:59    | 0,07      |
| 3.      | Вероника Нујареи Вањиру | Кенија   | 21:10    | 0,18      |
| 4       | Суле Утура              | Етиопија | 21:13    | 0,21      |
| 5.      | Гензебе Дибаба          | Етиопија | 21:23    | 0,31      |

- Complete Results

### Јуниорке екипно
Учествовало је 13, а трку је завршило 11 екипа. Бодовање је исто као код сениорки и јуниора.
| Пласман | Екипа                | Бодови (појединачни пласман) | Укупно |
| 1.      | Кенија               | 1+2+3+7                      | 13     |
| 2.      | Еритреја             | 6+8+9+10                     | 33     |
| 3.      | Етиопија             | 4+5+13+14                    | 35     |
| 4       | Јапан                | 11+12+18+20                  | 61     |
| 5.      | Уједињено Краљевство | 15+17+26+38                  | 96     |

- Complete Team Results[мртва веза]

## Биланс медаља појединачно
|    | Држава     | Злато | Сребро | Бронза | Укупно |
| 1. | Кенија     | 2     | 3      | 3      | 8      |
| 2. | Еритреја   | 1     | -      | -      | 1      |
|    | Холандија  | 1     | -      | -      | 1      |
| 4. | Етиопија   | -     | 1      | 1      | 2      |
|    | Укупно (4) | 4     | 4      | 4      | 12     |

## Биланс медаља екипно
|    | Држава     | Злато | Сребро | Бронза | Укупно |
| 1. | Кенија     | 3     | 1      | -      | 4      |
| 2. | Етиопија   | 1     | -      | 1      | 2      |
| 3. | Еритреја   | -     | 2      | 1      | 3      |
| 4. | Мароко     | -     | 1      | 1      | 2      |
| 5. | Уганда     | -     | -      | 1      | 1      |
|    | Укупнп (5) | 4     | 4      | 4      | 12     |